# Méréville (Meurthe-et-Moselle)
Méréville település Franciaországban, Meurthe-et-Moselle megyében. Lakosainak száma 1288 fő (2022. január 1.). Méréville Bainville-sur-Madon, Flavigny-sur-Moselle, Frolois, Messein, Neuves-Maisons, Pont-Saint-Vincent, Pulligny és Richardménil községekkel határos.

## Népesség
A település népességének változása:
| Lakosok száma | 263  | 1101 | 1289 | 1455 | 1372 | 1372 | 1345 | 1289 | 1288 | 1288 |
|               | 1968 | 1982 | 1990 | 2006 | 2013 | 2015 | 2017 | 2019 | 2020 | 2022 |